# Biton zederbaueri
Biton zederbaueri es una especie de arácnido  del orden Solifugae de la familia Daesiidae.

## Distribución geográfica
Se encuentra en Israel y Turquía.